# Театральні прем'єри (2021)
У статті в хронологічному порядку наведено перелік прем'єр українського театру, які відбувалися протягом 2021 року.

## Загальна картина
Протягом 2021 року українські театри випустили понад 400 прем’єр.
Початок року з урахуванням карантинних обмежень – виходило по 10-20 нових вистав. Піковим місяцем видався травень – понад 70 прем’єр.
До вшанування ювілею Лесі Українки, протягом року вийшло понад 20 вистав, пов’язаних з її іменем – за мотивами творів або біографічних.

## Каталог прем'єр
Перелік прем'єрних вистав наведено за каталогом порталу «Театральна риболовля»

### Січень
| Прем'єра    | Прем'єра | Назва                                 | Автор                                                 | Творці                 | Театр                                                                                          | Дж. |
| ----------- | -------- | ------------------------------------- | ----------------------------------------------------- | ---------------------- | ---------------------------------------------------------------------------------------------- | --- |
| С І Ч Е Н Ь | 5        | «Love is…»                            | Олексій Доричевський                                  | Юрій Радіонов (реж.)   | Golden Stars Agency, студія «Акторський ЦЕХ» (м. Київ)                                         | |
| С І Ч Е Н Ь | 5        | «Дім»                                 | Нікола МакКартні                                      | Тамара Трунова (реж.)  | Київський академічний театр драми і комедії на лівому березі Дніпра                            | (онлайн-прем’єра в рамках Літературно-перекладацького фестивалю Translatorium відбулася 17 листопада, допрем'єрний показ – 21 грудня 2020 року) |
| С І Ч Е Н Ь | 26       | «Небезпечні зв’язки»                  | Шодерло де Лакло (роман)                              | Андрій Бакіров (реж.)  | Чернігівський обласний академічний український музично-драматичний театр імені Тараса Шевченка | [ 6 ] |
| С І Ч Е Н Ь | 27       | «Голоси в голові»                     | Оксана Маслова                                        | Володимир Сурай (реж.) | Чернігівський обласний молодіжний театр                                                        | [ 7 ] [ 8 ] |
| С І Ч Е Н Ь | 27       | «Дев’ять побачень» (одноактний балет) | Раду Поклітару на музику Фридерика Шопена             | Раду Поклітару (пост.) | Київський академічний театр «Київ модерн-балет»                                                | |
| С І Ч Е Н Ь | 28       | «Ніч Гельвера»                        | Інгмар Вілквіст                                       | Степан Пасічник (реж.) | Театр «Post Scriptum» (м. Харків)                                                              | |
| С І Ч Е Н Ь | 29       | «Три сестри та інші»                  | Антон Чехов (інсценівка Ігоря Білиця)                 | Ігор Білиць (реж.)     | Луганський обласний академічний український музично-драматичний театр                          | |
| С І Ч Е Н Ь | 30       | «Америка»                             | Біляна Срблянович                                     | Алла Федоришина (реж.) | Львівський академічний духовний театр «Воскресіння»                                            | |
| С І Ч Е Н Ь | 30       | «Поїхати. Не можна. Залишитися»       | Ігор Носовський (п’єса «Залишитись не можна поїхати») | Тетяна Губрій (реж.)   | Київський академічний театр драми і комедії на лівому березі Дніпра                            | [ 2 ] [ 3 ] [ 9 ] |
| С І Ч Е Н Ь | 30       | «Троє хороших дівчат»                 | Павло Осіков                                          | Олена Аракелян (реж.)  | Екстрим-театр «ШуМ» (м. Кривий Ріг)                                                            | |

### Лютий
| Прем'єра  | Прем'єра | Назва                             | Автор | Творці                                                    | Театр | Дж.                                |
| --------- | -------- | --------------------------------- | --- | --------------------------------------------------------- | --- | ---------------------------------- |
| Л Ю Т И Й | 3        | «Бритва»                          | Раїса Гончарова                                                                                                 | Марина Захарова (реж.) Анжеліка Добрунова (худ. керівник) | Донецький академічний обласний драматичний театр (м. Маріуполь)                                                                      |                                    |
| Л Ю Т И Й | 4        | «Попелюшка. Зовсім інша історія…» | Януш Гловацький                                                                                                 | Галина Коротенко (реж.)                                   | Театр-студія «Тандем» (м. Кам’янець-Подільський)                                                                                     |                                    |
| Л Ю Т И Й | 6        | «Класичний вибір свободи»         | Люба та Ігор Липовські                                                                                          | Люба та Ігор Липовські (реж.)                             | Молодіжний театр «ЛюбАрт» (м. Калуш)                                                                                                 |                                    |
| Л Ю Т И Й | 6        | «Одного разу в морзі»             | Неда Неждана (п’єса «Той що відчиняє двері»)                                                                    | Дмитро Чоповський (реж.)                                  | Тернопільський академічний обласний драматичний театр ім. Т. Г. Шевченка                                                             | [ 10 ]                             |
| Л Ю Т И Й | 6        | «Пливе човен»                     | Марко Кропивницький (п’єса «Івасик-Телесик»)                                                                    | Ірина Ципіна (реж.)                                       | Перший український театр для дітей та юнацтва (м. Львів)                                                                             |                                    |
| Л Ю Т И Й | 6        | «Подорож з ангелом»               | Миколи Яремків за мотивами п'єси Петра Гладиліна                                                                | Микола Яремків (реж.)                                     | Чернівецький музично-драматичний театр імені Ольги Кобилянської                                                                      |                                    |
| Л Ю Т И Й | 12       | «Все сплачено»                    | Ів Жаміак | Євген Сокольченко (реж.)                                  | Миколаївський академічний художній російський драматичний театр)                                                                     |                                    |
| Л Ю Т И Й | 13       | «Тіндер злий»                     | Ярослава Кравченко (ідея)                                                                                       | Олексій Доричевський та Наталка Кобізька (втілення)       | «Дикий Театр» (м. Київ) |                                    |
| Л Ю Т И Й | 14       | «Romeo & Juliet»                  | Вільям Шекспір (трагедієя «Ромео і Джульєтта»)                                                                  | Ростислав Держипільський (реж.)                           | Івано-Франківський національний академічний обласний музично-драматичний театр імені Івана Франка у співпраці з формацією NOVA OPERA | [ 11 ] [ 12 ] [ 13 ] [ 14 ] [ 15 ] |
| Л Ю Т И Й | 14       | «Весілля в Авлабарі»              | Авксентій Цагарелі (п’єса «Ханума»)                                                                             | Михайло Фіщенко (реж.)                                    | Київський академічний театр українського фольклору «Берегиня»)                                                                       |                                    |
| Л Ю Т И Й | 14       | «Летучкіна любов, або 33 стусани» | Роберт Орешкін                                                                                                  | Марина Люшина (реж.)                                      | Театр-студія «МИ» (м. Конотоп) |                                    |
| Л Ю Т И Й | 19       | «Безхребетність»                  | Інгрід Лаузунд                                                                                                  | Сергій Павлюк (реж.)                                      | Херсонський обласний академічний музично-драматичний театр імені Миколи Куліша (сцена «Під дахом»)                                   | [ 16 ] [ 17 ]                      |
| Л Ю Т И Й | 19       | «Демони»                          | Наталка Ворожбит                                                                                                | Наталка Сиваненко (реж.)                                  | Одеський академічний український музично-драматичний театр імені В. Василька (глядач на сцені)                                       | [ 16 ]                             |
| Л Ю Т И Й | 24       | «Конотопська відьма»              | Григорій Квітка-Основ'яненко (повість «Конотопська відьма»)                                                     | Вадим Сікорський (реж.)                                   | Національний академічний український драматичний театр імені Марії Заньковецької (м. Львів)                                          | [ 11 ]                             |
| Л Ю Т И Й | 25       | «LE»                              | Re:post-опера на музику Сергія Вілка, Андрія Мархеля, Яни Шлябанської                                           | Влад Троїцький (реж.)                                     | NOVA OPERA (м. Київ) | [ 18 ]                             |
| Л Ю Т И Й | 25       | «Грішниця»                        | Леся Українка                                                                                                   | Тетяна Авраменко (реж.)                                   | Київський академічний театр українського фольклору «Берегиня»                                                                        |                                    |
| Л Ю Т И Й | 25       | «Зі співом на устах»              | Людмила Оспадова за уривками з творів «Кассандра», «Лісова пісня», «Камінний господар» та віршами Лесі Українки | Костянтин Гросман (реж.)                                  | Миколаївський академічний художній російський драматичний театр                                                                      |                                    |
| Л Ю Т И Й | 25       | «Кассандра»                       | Леся Українка (драматична поема «Кассандра»)                                                                    | Давид Петросян (реж.)                                     | Національний академічний драматичний театр імені Івана Франка (м. Київ)                                                              | [ 11 ] [ 19 ] [ 20 ] [ 21 ]        |
| Л Ю Т И Й | 25       | «Леся Українка. Жіноча доля»      | | Наталія Тимощук (реж.)                                    | Полтавський академічний обласний театр ляльок                                                                                        |                                    |
| Л Ю Т И Й | 25       | «Лісова пісня»                    | Леся Українка (драма-феєрія «Лісова пісня»)                                                                     | Ігор Борис (реж.)                                         | Харківський академічний український драматичний театр імені Тараса Шевченка                                                          |                                    |
| Л Ю Т И Й | 25       | «На полі крові»                   | Леся Українка (драматична поема «На полі крові»)                                                                | Євген Скрипник (реж.)                                     | Кіровоградський академічний український музично-драматичний театр імені М. Л. Кропивницького                                         |                                    |
| Л Ю Т И Й | 25       | «На полі крові»                   | Леся Українка (драматична поема «На полі крові»)                                                                | Іван Данілін (реж.)                                       | Рівненський обласний академічний український музично-драматичний театр                                                               |                                    |
| Л Ю Т И Й | 25       | «Розмова»                         | Леся Українка (оповідання «Розмова»)                                                                            | Ірина Волицька (реж.)                                     | Творча майстерня «Театр у кошику» (м. Львів)                                                                                         | [ 22 ]                             |
| Л Ю Т И Й | 26       | «Dynamic»                         | Ярослав Кайнар                                                                                                  | Ярослав Кайнар (пост.)                                    | «Totem Dance Theatre» (м. Київ) | [ 23 ]                             |
| Л Ю Т И Й | 26       | «Вбити не можна розлучитися»      | Даніель Глаттауер                                                                                               | Поліна Медведева (реж.)                                   | Київський академічний драматичний театр на Подолі                                                                                    |                                    |
| Л Ю Т И Й | 26       | «Оргія»                           | опера Олександра Костіна за поемою Лесі Українки                                                                | Тетяна Воронова (реж.)                                    | Оперна студія Національної музичної академії України ім. Петра Чайковського                                                          | [ 24 ]                             |
| Л Ю Т И Й | 27       | «Dura»                            | Ася Котляр (п'єса «Дура»)                                                                                       | Ольга Гавриш (реж.)                                       | «Театральна лабораторія» (м. Київ)                                                                                                   |                                    |
| Л Ю Т И Й | 27       | «Ерендіра не хоче вмирати»        | Лєна Лягушонкова за мотивами Габрієля Гарсія Маркеса                                                            | Максим Голенко (реж.)                                     | Київський академічний театр драми і комедії на лівому березі Дніпра                                                                  | [ 12 ]                             |
| Л Ю Т И Й | 27       | «Ідеальне вбивство»               | за мотивами оповідань Курта Воннеґута, Рея Бредбері, Ханіфа Курейші, Френсіса Скотта Фіцджеральда               | Андрій Білоус (реж.)                                      | Київський національний академічний Молодий театр                                                                                     |                                    |
| Л Ю Т И Й | 27       | «Скажені пси»                     | Квентіна Тарантіно (кіносценірій «Скажені пси»)                                                                 | Олександр Середін (реж.)                                  | «DIY-Театр Действующих Лиц» (м. Харків)                                                                                              |                                    |
| Л Ю Т И Й | 28       | «Флорентійські ночі»              | Марина Цвєтаєва                                                                                                 |                                                           | «Місто С…» (м. Суми) |                                    |
| Л Ю Т И Й | 28       | «Шукачі перлів»                   | Жорж Бізе (опера «Шукачі перлів», лібрето Ежена Кормона та Мішеля Карре)                                        | Павло Кошка (реж.)                                        | Одеський національний академічний театр опери та балету                                                                              |                                    |

### Березень
- 6 березня —
  - «Жага моря» Євгена Безпалько (реж. Олександра Меркулова, Київський національний академічний Молодий театр)

- 10 березня —
  - «Паоло та Франческа» Дона Нігро[en] (реж. Олександр Онищенко, Театр на Чайній, м. Одеса)[25]

- 12 березня —
  - «Покоївки» Жана Жене (реж. Максим Максимчук, Мистецький центр «Піч», м. Вінниця)[26]

- 13 березня —
  - «Білка, яка прожила 100 років» Олега Михайлова (реж. Стас Жирков, Київський академічний театр «Золоті ворота»)

- 19 березня —
  - «Ревізор» (альтернативна назва «Репетиція Сатани») Василя Шкляра за мотивами п’єси Миколи Гоголя (реж. Дмитро Некрасов), Луганський обласний академічний український музично-драматичний театр)

- 20 березня —
  - «Кохання дона Перлимпліна» Федеріко Гарсія Лорки (реж. Людмила Колосович, Донецький академічний обласний драматичний театр, м. Маріуполь)

- 24 березня —
  - «ЛесЯ Українка» Павла Гончарова за мотивами творів «Одержима», «Камінний господар», «Кассандра», «Бояриня» Лесі Українки (реж. Павло Гончаров, Черкаський академічний обласний український музично-драматичний театр імені Т. Г. Шевченка)[27]

- 26 березня —
  - «Наталка Полтавка» за однойменною п'єсою Івана Котляревського (реж. Євген Курман, Кіровоградський академічний український музично-драматичний театр імені М. Л. Кропивницького, м. Кропивницький)

- 27 березня —
  - «Дуже проста історія» Марії Ладо (реж. Марія Олійчук, Народний аматорський театр «Авантюра», м. Нововолинськ)
  - «За двома зайцями» за п'єсою Михайла Старицького (реж. Альона Малюга-Мельникова, Ковельський аматорський експериментальний театр-студія «10 ряд 10 місце»)

- 28 березня —
  - «Привіт, Малий!» за п'єсою «Собача будка» Марини Смілянець (реж. Сергій Чверкалюк (Миколаївський національний академічний український театр драми і музичної комедії, мала сцена)

- 30 березня —
  - «Хлібне перемир’я» Сергія Жадана (реж. Олександр Ковшун, Харківський академічний український драматичний театр імені Тараса Шевченка)

### Квітень
- 1 квітня —
  - «Труффальдіно з Бергамо» Олександра Колкер за мотивами п’єси «Слуга двох панів»[it] Карло Гольдоні (реж. Олександр Драчов, Харківський академічний театр музичної комедії)

- 2 квітня —
  - «Люся» за ідеєю Олександра Середіна (реж. Олександр Середін, Харківський державний академічний російський драматичний театр імені О. С. Пушкіна)

- 10 квітня —
  - «Така жизнь» за п’єсою «Зіскочити з петель (або Штриперда)» Олени Шевченко (реж. Руслана Порицька, Луцький незалежний театр «ГаРмИдЕр»)
  - «Оркестр» Жана Ануя (реж. Лев Сомов, Миколаївський академічний художній російський драматичний театр)[28] (прем’єру зіграли на гастролях у м. Кропивницький). Відновлена після тривалої перерви 22 березня 2024 року[29]

- 17 квітня —
  - «Гамлет» за п'єсою Вільяма Шекспіра (реж. Володимир Петрів, Рівненський обласний академічний український музично-драматичний театр)

- 20 квітня —
  - «Лісова пісня. Реінкарнація» драма-не феєрія за п'єсою Лесі Українки (реж. Дмитро Карачун, Молодіжний театр «Silentium», м. Калуш)

- 25 квітня —
  - «Усе про чоловіків» Миро Гаврана (реж. Роман Братковський, Івано-Франківський академічний обласний театр ляльок імені Марійки Підгірянки)[30][31]
  - «Шахрайки» Наталки Уварової (реж. Євген Тищук, Мукачівський драматичний театр)

### Травень
- 3 травня —
  - «DAWN-WAY. Дорога в нікуди» Олега Богаєва (реж. Елістін Михайлов, Одеський обласний театр ляльок)[17][32][33]

- 5 травня —
  - «Пер Гюнт» за п'єсою Генріка Ібсена (реж. Іван Уривський, Національний академічний драматичний театр імені Івана Франка, м. Київ)[19][34][35][36][37]

- 6 травня —
  - «Театр сміху й гріху, або Український Декамерон» КЛІМа (реж. Андрій Душний￼, Чернігівський обласний молодіжний театр)

- 7 травня —
  - «Ніч на полонині» за драматичною поемою Олександра Олеся (реж. Вадим Сікорський, Чернівецький музично-драматичний театр імені Ольги Кобилянської)[11][38]

- 8 травня —
  - «Top Girls» за п'єсою Керіл Черчилль (реж. Дмитро Захоженко, Львівський академічний драматичний театр імені Лесі Українки)
  - «Віват, Бушон!» Жана Делля, Жеральда Сіблейраса (реж. Ігор Матіїв, Національний академічний український драматичний театр імені Марії Заньковецької, м. Львів)[11][39]
  - «Пес, який зірвався з ланцюга» Пйотра Ровіцького (реж. Рудольф Дзуринець, Закарпатський академічний обласний український музично-драматичний театр імені братів Юрія-Августина та Євгена Шерегіїв, м. Ужгород)[40]
  - «Шекспір у Голлівуді» Кена Людвіга (реж. Микола Метла, Народний театр «Бам-Бук», м. Краматорськ)

- 11 травня —
  - «Привіт, малий!» за п’єсою «Собача будка» Марини Смілянець (реж. Сергій Чверкалюк, Миколаївський академічний український театр драми і музичної комедії) (мала сцена)[41]

- 12 травня —
  - «Вишневий сад» за п'єсою Антона Чехова (реж. Слава Жила, Київський академічний театр «Актор»)[3][42][43][44][45][46][47][48][49][50]

- 13 травня —
  - «Горгони» Дона Нігро (реж. Катерина Богданова, Миколаївський академічний художній російський драматичний театр)
  - «Дивна місіс Севідж» Джона Патріка (реж. Сергій Чулков, Академічний музично-драматичний театр імені Лесі Українки міста Кам'янського)
  - «Ой не ходи, Грицю, та й на вечорниці» Михайла Старицького (реж. Дмитро Гусаков, Хмельницький обласний український музично-драматичний театр імені Михайла Старицького)
  - «ALONE [DIGITAL ODISSEY]» Влада Троїцького (реж. Влад Троїцький, Центр Сучасного Мистецтва «ДАХ», м. Київ)

- 14 травня —
  - «Дерибасівською» мюзикл за роздумами Михайла Жванецького (реж. Володимир Подгородинський, Одеський академічний театр музичної комедії імені М. Водяного)[17]
  - «З.Р.А.Д.А.» за п’єсою «Маленька п’єса про зраду для однієї акторки» Олександра Ірванця (реж. Андрій Богун, Студія «Простір» при Великоолександрівському будинку культури)
  - «Ім’я» Матьє Делапорта та Александра Пательєра (реж. Вячеслав Жуков, Національний академічний український драматичний театр імені Марії Заньковецької (камерна сцена), м. Львів)
  - «Ромео і Джульєтта» за трагедією Вільяма Шекспіра (реж. Владислав Шевченко, Полтавський академічний обласний український музично-драматичний театр імені Миколи Гоголя)

- 15 травня —
  - «Solo VS Мія» за п’єсою «Панна, що возить фортепіано на возі» Ігоря Юзюка (реж. Ольга Анненко, Театр «Соломія», м. Коломия)
  - «Блез» Клода Маньє (реж. Артур Опрятний, Дніпровський академічний театр драми і комедії)
  - «Дорога в один кінець» Ірини Ярмоленко (реж. Ірина Ярмоленко, «FRANCO-театр», м. Коломия)
  - «Людина з довгою тінню» за мотивами романів «Перевтілення», «Замок», «Процес», новели «Голодомайстер», листа Кафки до Мілени Єсенської, Феліції, а також щоденників і робочих зошитів Франца Кафки (реж. Назарій Панів, Івано-Франківський національний академічний обласний музично-драматичний театр імені Івана Франка)[51]
  - «Солом’яний Бичок» Савелія Ципіна (реж. Дмитро Драпіковський, Київський муніципальний академічний театр ляльок)
  - «Тринадцята зірка» Віктора Ольшанського (реж. Лада Лабзова, Зразковий художній колектив «Дитячо-юнацька театральна студія «Ну і дітки», м. Полтава)
  - «Хроніки Нарнії» Аліси Євдокімової (реж. Аліса Євдокімова, БАгатожанровий ЗАгальнодоступний театр «БаЗа», м. Харків)
  - «Чорна Пантера і Білий Ведмідь» за однойменною п'єсою Володимира Винниченка (реж. Артем Вишневський, Народний художній колектив Молодіжний театр «Від Ліхтаря», м. Рівне)
  - «Чудернацькі пригоди Бурсака» за мотивами повісті «Вій» Миколи Гоголя (реж. Юрій Смірнов, Владислав Калініченко, Сумський національний академічний театр драми та музичної комедії імені М. С. Щепкіна)

- 16 травня —
  - «Клубок казок» Марти Гурин (реж. Ірина Ципіна, Одеський театр юного глядача ім. Юрія Олеші)
  - «Крапля таланту» Ольги Герасимової за твором Євгена Ганіна (реж. Ольга Герасимова, Ізмаїльський народний музично-драматичний театр)
  - «Рівнина зелених дерев» Тетяни Іващенко (реж. Влад Сорокін, Львівський обласний академічний музично-драматичний театр імені Юрія Дрогобича)
  - «Спокуса» (реж. Микола Осипов, Харківський театр «Нова сцена»)
  - «Тиха ніч» Гаральда Мюллера (реж. Владислав Лисенко, Миколаївський академічний художній російський драматичний театр)

- 18 травня —
  - «Лісова пісня» за п'єсою Лесі Українки (реж. Ольга Турутя-Прасолова, Харківський державний академічний російський драматичний театр імені О. С. Пушкіна, мала сцена)[52][53][54][55]
  - «Таємниці старого села» Людмили Кучурян та Олега Колянківського (реж. Олег Колянківський, Театр просто неба Чернівецького обласного музею народної архітектури та побуту)

- 19 травня —
  - «Доріан Грей» Аса Яноша та Гунара Браунке за мотивами роману «Портрет Доріана Грея» Оскара Уайльда (реж. Вадим Прокопенко, Київський національний академічний театр оперети)[3][11][56][57][58]
  - «Море-океан» Алессандро Барікко (реж. Ігор Рубашкін[ru], Київський академічний театр на Печерську)[59]
  - «Ножиці» Пола Портнера (реж. Ігор Матіїв, Київський академічний драматичний театр на Подолі)

- 20 травня —
  - «Експеримент» Семена та Анни Ханіних (реж. Ксенія Швець, Незалежний проєкт, м. Київ)
  - «Моя хата скраю…» Сергія Павлюка за історіями колишніх наркозалежних (реж. Сергій Павлюк, Херсонський обласний академічний музично-драматичний театр імені Миколи Куліша спільно із Міжнародною антинаркотичною асоціацією)

- 21 травня —
  - «Коли дівчата грають JAZZ…» Олександра Аркадіна-Школьника на вірші Яни Іваницької (реж. Максим Булгаков, Луганський обласний академічний український музично-драматичний театр, м. Сєвєродонецьк)
  - «Королева краси» Мартіна Мак-Дони (реж. Юрій Паскар, Театральна лабораторія «ВідСутність», м. Рівне)
  - «Ніч вовків» Олександра Вітра (реж. Олександра Кравченко, «Veritas», м. Київ)
  - «Приречені танцювати» Олексія Доричевського за романом «Загнаних коней пристрілюють, чи не так?»[en] Гораса Маккоя[en] (реж. Павло Івлюшкін, Одеський академічний український музично-драматичний театр імені В. Василька)[11][16][60][61]
  - «У відкритому морі» Славомира Мрожека (реж. Альона Горгоц, Маріупольський народний театр «Театроманія»)

- 22 травня —
  - «Боїнг-Бойнг» Марка Камолетті (реж. Владислав Калініченко, Сумський національний академічний театр драми та музичної комедії імені М. С. Щепкіна)
  - «Гра» Ентоні Шеффера (реж. Наталія Гончарова, Театральна артель «Драмком», м. Маріуполь)
  - «Дещо про мумі-тролів…» Ольги Сидорової за мотивами казок Туве Янссон (реж. Ольга Сидорова та Ольга Тихоненко, Театральна студія «Чердачок», м. Дніпро)
  - «Пеппі ДовгаПанчоха» (2-а редакція) Маргарита Мікаелян за мотивами казок Астрід Ліндгрен (реж. Дмитро Татарінов, Театральна студія «Третій дзвінок», м. Тернопіль)

- 23 травня —
  - «Осінь», «Казан», «Чорнильні сльози» (мініатюри) (реж. Люба Липовська, «ЛюбАрт», м. Калуш)

- 25 травня —
  - «S&S: Стриптиз та Серенада» за Славомиром Мрожеком (реж. Михайло Яремчук, Київський театр маріонеток)
  - «Її Океан» команди проєкту (реж. Олена Вахрамєєва, «Тотеатр», м. Київ)
  - «Скляний звіринець» Теннессі Вільямса (реж. Микола Вороненко, Народний театр-студія Молодіжного центру культурно-естетичного виховання Київського національного університету ім. Тараса Шевченка)

- 26 травня —
  - «Афінські вечори» Петра Гладіліна[ru] (реж. Антон Меженін, Сумський національний академічний театр драми та музичної комедії імені М. С. Щепкіна)
  - «В її очах блукаючі вогні» Алекс Вуд (реж. Богдан Поліщук, Український малий драматичний театр, м. Київ)
  - «Ромео і Джульєтта» опера[fr] Шарля Гуно за мотивами трагедії Вільяма Шекспіра (реж. Олександра Зіберт, Київська опера)
  - «Фенілетиламін» за мотивами оповідань Реймонда Карвера, Джерома Селінджера, Рея Бредбері та Доріс Деррі (реж. М. Вівчар, В. Коваль, Д. Назаренко, К. Федяєва, Київський національний академічний Молодий театр)[62]

- 27 травня —
  - «За один день до кінця світу» за п’єсою «Norway. Today» Ігор Бауершима (реж. Наталка Сиваненко, Одеський академічний український музично-драматичний театр імені В. Василька)

- 28 травня —
  - «Дорога додому» (реж. Влад Троїцький, Спеціальні події фестивалю «ГогольFest»)
  - «Наполеон і Жозефіна» за п’єсою «Ад’ютантка його імператорської величності (Корсиканка)» Іржи Губача (реж. Богдан Чернявський, Полтавський академічний обласний український музично-драматичний театр імені Миколи Гоголя)

- 28 травня —
  - «Present Perfect» Ольги Анненко (реж. Поліна Коробейник, Одеський театр юного глядача ім. Юрія Олеші)

- 29 травня —
  - «Василісо, GO!» за п'єсою «Чапаєв і Василіса» Лєни Лягушонкової (реж. Оксана Стеценко, Харківський академічний український драматичний театр імені Тараса Шевченка)
  - «За межі дощу» Саймона Стівенса за романом «Дивний випадок із собакою вночі» Марка Геддона (реж. Дмитро Татарінов, Театральна студія «Третій дзвінок», м. Тернопіль)
  - «Квіти для Елджернона» Валерії Федотової за романом Деніела Кіза (реж. Валерія Федотова, Дикий Театр, м. Київ)[3]
  - «Маріупольська рапсодія» за мотивами казки «Палац мовчання» (реж. Крістін Діссман та Антон Тельбізов, Маріупольський народний театр «Театроманія»)
  - «Подвійна пастка» за п’єсою «Англійська рулетка, або… Мільйон за контрактом» Еріка Еліса та Роджера Ріса (реж. Анастасія Макаренко, Запорізький муніципальний театр-лабораторія «Ві»)
  - «Принцеса на даху» Сергія Забродіна за мотивами казки «Хочу місяця» Елінор Фарьеон (реж. Сергій Забродін, Миколаївський обласний театр ляльок)
  - «Спартак» балет Арама Хачатуряна, лібретто Георгія Ковтуна (реж. Георгій Ковтун, Харківський національний академічний театр опери та балету імені Миколи Лисенка)
  - «Украдене щастя» за п'єсою Івана Франка (реж. Станіслав Садаклієв, Черкаський академічний обласний український музично-драматичний театр імені Т. Г. Шевченка)

- 30 травня —
  - «R u there? We r here 2.0» / «Ви там? Ми тут 2.0» (реж. Джозі Дейл-Джонс та Антон Тельбізов, Маріупольський народний театр «Театроманія»)
  - «Всесвіт Маргарити» Люби та Ігоря Липовських (реж. Люба Липовська, Театр «Соломія», м. Коломия)
  - «Дитина в дарунок» Мирона Лисака (реж. Олег Мосійчук, Хмельницький обласний український музично-драматичний театр імені Михайла Старицького)
  - «Магічні речі Країни-під-пагорбами» за мотивами ірландських народних легенд, казок і міфів (реж. Олександр Драчов, Харківський театр для дітей та юнацтва)
  - «Чарівне горище» Олесі Чепелюк (реж. Олеся Чепелюк, Закарпатський обласний театр драми та комедії, м. Хуст)

### Червень
- 1 червня —
  - «Вовк та семеро козенят» Катерини Лук’яненко (реж. Катерина Лук’яненко, Київський академічний театр ляльок)[63]
  - «Одного разу в Африці» Людмили Оспадової (реж. Костянтин Гросман, Миколаївський академічний художній російський драматичний театр)

- 4 червня —
  - «Механічний апельсин» за однойменним романом Ентоні Берджеса (реж. Автандил Варсимашвілі[ru], Київський академічний драматичний театр на Подолі)[64][65]
  - «Сніжинка для Вовчика» Надії Крат (реж. Олексій Кравчук, Львівський академічний театр «І люди, і ляльки»)
  - «Щоденник рядового Т.» Олександра Гавроша (реж. Наталія Філіпова, Дитячий драматичний театр «Експромт» Вишгородського міського центру художньо-естетичної творчості учнівської молоді «Джерело»)

- 5 червня —
  - «Украдене щастя» за п'єсою Івана Франка (реж. Гіо Пачкорія, Театр-студія «Splash», м. Київ)

- 6 червня —
  - «Прибульчик» Євгена Тищука (реж. Євдокія Тіхонова, Донецький академічний обласний драматичний театр, м. Маріуполь)

- 12 червня —
  - «Хто росте у парку» Катерини Міхаліциної (реж. Катерина Лук’яненко, Навчальний театр «Арлекін» КНУТКіТ ім. Івана Карпенка-Карого, кафедра мистецтва театру ляльок))[66][67]

- 16 червня —
  - «У пошуках щастя» за п’єсою «Мій бідний Марат» Олексія Арбузова (реж. Владислав Костика, Театр на Чайній, м. Одеса)[68]

- 25 червня —
  - «Данте» балет на музику Антонін Дворжак, Еціо Боссо, Ріхард Вагнер, Серафім Біт-Харібі, лібрето Ярослава Іваненка за мотивами повісті «Нове життя» та поеми «Божественна комедія» Данте Аліг'єрі (художній керівник балету — Олена Філіп’єва), Національний академічний театр опери та балету України імені Тараса Шевченка, м. Київ)[69]
  - «Еклери на мільйон» за п’єсою «Люди Forbes» Марина Смілянець (реж. Віталій Кіно, Театр на Михайлівській, м. Київ)[70][71][72][73]
  - «Загадкові варіації» за однойменною п'єсою Еріка Еммануеля Шмітта (реж. Денис Федєшов, Чернігівський обласний академічний український музично-драматичний театр імені Тараса Шевченка)
  - «Історія роду, який згубили марні надії, бойові півні та безпутні жінки» Лєни Лягушонкової та Катерини Пенькової за мотивами латино-американських романів (реж. Оксана Дмітрієва, Харківський державний академічний театр ляльок імені В. А. Афанасьєва)[74][75]
  - «На руїнах» Марка Кропивницького (реж. Петро Ільченко, Національний академічний драматичний театр імені Івана Франка (камерна сцена), м. Київ)[19]

- 26 червня —
  - «Моменти/Momenti» (реж. Маттео Спіацці (Італія), Київський академічний театр драми і комедії на лівому березі Дніпра)[76][77]

### Липень
- 1 липня —
  - «Неймовірні пригоди у країні Ляльок, або Головна таємниця Золотого Ключика» Олени Малюги-Мельникової за мотивами казок «Пригоди Піноккіо» Карло Коллоді та «Золотий ключик, або Пригоди Буратіно» Олексія Толстого (реж. Олена Малюга-Мельникова, Ковельський аматорський експериментальний театр-студія «10 ряд 10 місце»)
  - «Пташка» за п’єсою «Любов, джаз і чорт» Юозаса Ґрушаса (реж. Павло Кільницький, Івано-Франківський академічний обласний театр ляльок імені Марійки Підгірянки)

- 2 липня —
  - «Маргінали» за Володимиром Сорокіним (реж. Юрій Радіонов, Golden Stars Agency, студія «Акторський ЦЕХ»)

- 6 липня —
  - «Тітонька на мільйон» за п'єсою «Тітка Чарлея»[en] Брендона Томаса[en] (реж. Олександр Іваненко, Миколаївський академічний художній російський драматичний театр)

- 9 липня —
  - «Тригрошова опера» за п'єсою Бертольта Брехта (реж. Максим Голенко, Національний академічний український драматичний театр імені Марії Заньковецької, м. Львів)

- 15 липня —
  - «Тітка Чарлі» за п'єсою «Тітка Чарлея» Брендона Томаса (реж. Павло Ґатілов, Харківський державний академічний російський драматичний театр імені О. С. Пушкіна)

- 17 липня —
  - «Дюймовочка» за однойменною казкою Ганса Крістіана Андерсена (реж. Ярослав Грушецький, Черкаський академічний театр ляльок)

- 18 липня —
  - «Карбід» за однойменним романом Андрія Любки (реж. Олексій Доричевський, Дикий Театр, м. Київ)[78][79]

- 23 липня —
  - «Комедія про ніжне серце» Наталі Уварової за мотивами п’єси Володимира Соллогуба (реж. Віталій Кіно, Театр на Михайлівській, м. Київ)
  - «Рапунцель» (реж. Марія Гельштейн, Київський академічний театр ляльок)

- 25 липня —
  - «Діалог, якого не було» Родіона Білецького[ru] (реж. Юрій Полєк, «ОКО», м. Львів)

- 28 липня —
  - «Мертві душі» за поемою Миколи Гоголя (реж. Євген Корняг (Білорусь), Одеський обласний театр ляльок)[80][81][82]

### Серпень
- 3 серпня —
  - «На Троєшні» Лариси Куриндаш (реж. Людмика Кулька, Дитячий зразковий театр «Дивосвіт», смт. Козова, Тернопільська область)

- 15 серпня —
  - «Пісок і вода» за ідеєю Ірини Запольської (реж. Ірина Запольська, «Перша вистава» та Український малий драматичний театр, м. Київ)
  - «Соломон та Суламіф: пісня пісень» В’ячеслава Полянського за старозавітною «Піснею пісень» (реж. Юлія Журавкова, «Музична Україна», м. Київ)

- 18 серпня —
  - «Звірині історії» Дона Нігра (реж. Євгеній Карнаух, Херсонський обласний академічний музично-драматичний театр імені Миколи Куліша, сцена під дахом)

- 22 серпня —
  - «100 синонімів до слова ГОВОРИТИ» Любові Фрадинської, Сергія Годлевського, Марії Філонюк, Валентини Єгорової, Анни Глущук, Ірини Юрчук, Олександра Мельника, Віталіни Макарик, Євгенії Сидорчук (реж. Руслана Порицька, Луцький незалежний театр «ГаРмИдЕр»)

- 23 серпня —
  - «Серце навпіл» за творами «Апокаліпсис» та «Дванадцять службів» Марії Матіос (реж. Олексій Гнатковський, Одеський академічний український музично-драматичний театр імені В. Василька та Івано-Франківський національний академічний обласний музично-драматичний театр імені Івана Франка)[83][84][85][86]
  - «Тіні забутих предків» за повістю Михайла Коцюбинського (реж. Антон Тельбізов, Маріупольський народний театр «Театроманія»)[87]

- 24 серпня —
  - «Mavka» балет Андрія Литвинова за мотивами Лісової пісні Лесі Українки (реж. Андрій Литвинов, Дніпропетровський академічний театр опери та балету)
  - «Великий льох» за поемою-містерією Тараса Шевченка (реж. Ніко Лапунов, Полтавський академічний обласний театр ляльок)[88]
  - «Маруся» Людмила Колосович за мотивами роману Ліни Костенко (реж. Людмила Колосович, Донецький академічний обласний драматичний театр, м. Маріуполь)
  - «Тарас Бульба» за однойменною повістю Миколи Гоголя (реж. Сергій Павлюк, Полтавський академічний обласний український музично-драматичний театр імені Миколи Гоголя)

- 25 серпня —
  - «Шлях до…» мультимедійна site-specific вистава Влада Троїцького, хореографія — Кристина Шишкарьова (реж. Влад Троїцький, «Totem Dance Theatre» у просторі Національний центр «Український дім»)[89]

- 27 серпня —
  - «Легенда про вічне життя» Івана Франка (реж. Олександр Білозуб, Львівський національний літературно-меморіальний музей Івана Франка в рамках проєкту Франко.Re:volution) (музично-поєтично-театральне дійство до 165-ліття з дня народження Івана Франка)
  - аудіо-вистави «Говорить Софія» Тамари Трунови та Марини Смілянець (реж. Тамара Трунова, Платформа «211 steps» на території Національного заповідника «Софія Київська»)

- 28 серпня —
  - «Homo Sapiens?» Зоряни Починайко та Олега Городецького (реж. Зоряна Починайко, Театр «Живаго», м. Львів)

- 31 серпня —
  - «Говорить Софія: 2.0» Тамари Трунови та Марини Смілянець (реж. Тамара Трунова, Фестиваль високого мистецтва Bouquet —2021)

### Вересень
- 3 вересня —
  - «Зореокий вівчар» за мотивами угорських казок (реж. Естер Дєві-Біро, Закарпатський обласний угорський драматичний театр, м. Берегове)

- 4 вересня —
  - «6,5» вербатим Лєни Кудаєвої та Андрія Мая (реж. Андрій Май, Херсонський обласний академічний музично-драматичний театр імені Миколи Куліша, сцена на сцені)[90]
  - «Злодій» Василь Стефаник (реж. Вадим Сікорський, Національний академічний український драматичний театр імені Марії Заньковецької, м. Львів)

- 5 вересня —
  - «Шолом, солдат…» Володимира Орлова (реж. Олена Ткачук, Рівненський академічний обласний театр ляльок)

- 8 вересня —
  - «Оргія» за поемою Лесі Українки (реж. Володимир Петренко, Дніпровський драматичний молодіжний театр «Віримо!»)[91]

- 10 вересня —
  - «Ін'єкція безсмертя» за п’єсою «Засіб Макропулоса» Карела Чапека (реж. Олена Щурська, Київський національний академічний Молодий театр)[9][92][93]

- 11 вересня —
  - «ІН-ШІ» Андри Каваліускайте, драматургиня — Марина Смілянець (реж. Андра Каваліускайте (Литва), Київський академічний театр «Золоті ворота»)[94][95][96]

- 17 вересня —
  - «School of Rock» мюзикл Ендрю Ллойд Веббера (реж. Віталій Пальчиков, Київська опера)[97]
  - «Кассандра» за однойменною поемою Лесі Українки (реж. Роман Покровський, Чернігівський обласний молодіжний театр)[98]
  - «Олеся» за драмою Марка Кропивницького (реж. Віталій Кіно, Театр на Михайлівській, м. Київ)[99]

- 22 вересня —
  - «І нічого іншого вже не буде» за п'єсою «Я була вдома і чекала, коли піде дощ» Жана-Люка Лагарса[fr] (реж. Олександр Мірошниченко та Денис Щербак, Національний Центр театрального мистецтва ім. Леся Курбаса та театр «МІСТ» у рамках спільного проекту акторсько-драматургічної майстерні «Лабіринт»)

- 23 вересня —
  - «Співай, Лоло, співай» Олександра Чепалова за мотивами роману «Вчитель Гнус, або Кінець одного тирана» Генріха Манна та художнього фільму «Блакитний ангел» (реж. Дмитро Богомазов, Національний академічний драматичний театр імені Івана Франка, м. Київ) (ремейк постановки 2015 року, що донедавна йшла у Театрі драми і комедії на Лівому березі Дніпра)[100]
  - «Час кохати» за романом «Таємнича історія Біллі Міллігана» Деніела Кіза (реж. Тетяна Губрій, Театральна агенція «ТЕ-АРТ», м. Київ)

- 24 вересня —
  - «Вбиваємо його?» Едварда Радзинського (реж. Валерія Демченко, Миколаївський академічний художній російський драматичний театр, мала сцена)
  - «Круті віражі» Еріка Ассу (реж. Артур Артименьєв, Київський академічний театр юного глядача на Липках)

- 25 вересня —
  - «Батько» за однойменною п'єсою[en] Флоріана Зеллера[en] (реж. Стас Жирков, Київський академічний театр драми і комедії на лівому березі Дніпра)[101][102]
  - «Виродок» Валерії Федотової та Роба Фельдмана за п’єсою Маріуса фон Майенбурга[en] (реж. Валерія Федотова, Одеський академічний український музично-драматичний театр імені В. Василька)

- 29 вересня —
  - «Бабин Яр» документальна вистава (реж. Олексій Лейбюк, Дитяча театральна майстерня Івано-Франківського національного академічного обласного музично-драматичного театру ім. Івана Франка)[103]

### Жовтень
- 1 жовтня —
  - «Вишиваний» Сергія Жадана на музику Алли Загайкевич (реж. Ростислав Держипільський, Харківський національний академічний театр опери та балету імені Миколи Лисенка)[104][105][106][107][108]
  - «Криваве весілля» Федеріко Гарсія Лорки (реж. Каха Гогідзе[ka]  (Грузія), Херсонський обласний академічний музично-драматичний театр імені Миколи Куліша)
  - «Хто росте в саду» Катерини Міхаліциної (реж. Катерина Лук’яненко, Івано-Франківський академічний обласний театр ляльок імені Марійки Підгірянки)

- 2 жовтня —
  - «Каліф-Лелека» Михайло Урицький за мотивами казки Вільгельма Гауффа (реж. Михайло Урицький, Миколаївський обласний театр ляльок)

- 3 жовтня —
  - «Ідіот. День 1 (Лицар бідний — лицар переможений)» за мотивами роману Федіра Достоєвського (реж. Олександр Онищенко, «Театр на Чайній», м. Одеса)

- 7 жовтня —
  - «Засвітнє танго» за романом «Танґо смерті» Юрія Винничука (реж. Уляна Мороз та Яна Титаренко, Львівський обласний театр ляльок)[109][110][111][112]

- 8 жовтня —
  - «146 зірок, видимих неозброєним оком» постдокументальний мюзикл Оксани Данчук (реж. Дмитро Захоженко, Львівський академічний драматичний театр імені Лесі Українки)[113][114]
  - «Аладдін» балет (хореограф-постановник — Сергій Кон, Київський муніципальний академічний театр опери та балету для дітей та юнацтва)[115]
  - «Небелиці» Івана Миколайчука (реж. Іван Данілін, Народний драматичний театр ім. Григорія Агеєва, м. Чернівці)[116]

- 10 жовтня —
  - «12 стільців» Володимира Подгородинського на музику Олександра Злотника та вірші Олександра Вратарьова за однойменним романом Іллі Ільфа та Євгена Петрова (реж. Володимир Подгородинський, Одеський академічний театр музичної комедії імені М. Водяного)[117]

- 13 жовтня —
  - «Пікова дама» балет Раду Поклітару на музику 2 і 6 симфоній Петра Чайковського (реж. Раду Поклітару, Київський академічний театр «Київ модерн-балет»)[118][119][120]

- 14 жовтня —
  - «Ukraine — Terra Incognita» опера-міф (реж. Уляна Горбачевська, Незалежний проєкт, м. Львів)[121][122][123][124]

- 15 жовтня —
  - «P.A.N.TER. – Performing Arts Never TERminate» мультимедійна вистава Макса Шумахер з доповненою реальністю за оповіданням «Голодар» Франца Кафки (реж. Макс Шумахер, ко-продукція Post Theater, Берлін, Німеччина та Платформи сучасного танцю Київ, Україна)[125][126][127][128]
  - «Вертеп. Необарокова містерія» музично-театральний перформанс на основі Сокиринського (Галаганівського) вертепу 1770 року (реж. Богдан Поліщук) (подія у просторі зали Великої лаврської дзвіниці Києво-Печерської лаври)[129][130][131]
  - «День Радості» камерна опери Антона Стука (реж. Марина Рижова, м. Київ)[132][133]
  - «Золоте теля» за однойменним романом Іллі Ільфа та Євгена Петрова (реж. Максим Голенко, Одеський академічний український музично-драматичний театр імені В. Василька)[134][135][136][137][138][139]
  - «Скляний звіринець» Теннессі Вільямса (реж. Ольга Двойченкова, Харківський театр для дітей та юнацтва, мала сцена ім. О.Біляцького)

- 16 жовтня —
  - «Оргія» за поемою Лесі Українки (реж. Степан Пасічник, Театр «Post Scriptum», м. Харків)

- 19 жовтня —
  - «Anima Oscura» сучасний балет Франческо Аннарумми на музику Дж. Перголезі (пост. Франческо Аннарумма (Італія), «Totem Dance Theatre», м. Київ)
  - «Наркомати» вистава-ораторія з використанням текстів Ігоря Білиця, Андрія Ульяненка, Остапа Українця, Максима Курочкіна[ru], Павла Юрова, Наталки Блок, Олега Каданова, Дена Гуменного, Юлії Гончар, Ніни Захоженко, Юрія Андруховича, Анастасії Косодій, Олени Апчел (реж. Костянтин Васюков, Театр «Публіцист», м. Харків)[140]

- 23 жовтня —
  - «Антрацит. День стійкості» мюзикл Павла Юрова (реж. Павло Юров та Вікі Тортон ГО «Точка дотику», м. Київ)[141][142][143][144]
  - «Сильні слабкі жінки» (реж. Тетяна Губрій, Театральна агенція «ТЕ-АРТ», м. Київ)
  - «Таємниця місячного сяйва» за казкою «На русалчин Великдень» Бориса Грінченка (реж. Вадим Хаїнський, Зразкової театральної студії «Бешкетники» Палацу культури міста Луцька) (прем'єра в рамках I Відкритого фестивалю театрального мистецтва «Театральна осінь», м. Ковель)

- 25 жовтня —
  - «Sarah» за мотивами п’єси «Сміх лангусти» Джона Маррелла (реж. Валерій Скакун, Київська академічна майстерня театрального мистецтва «Сузір'я»)
  - «Стіна» балет на одну дію (хореограф-постановник Ілля Мірошніченко, м. Київ)[145][146]

- 29 жовтня —
  - «Замах на самотність» за п'єсою «Холостяки і холостячки» Ханоха Левіна (реж. Дарія Назаренко, Київський національний академічний Молодий театр, мікросцена)
  - «Казки Гофмана» містична опера Жака Оффенбаха (реж. Тоні Палмер, Національний академічний театр опери та балету України імені Тараса Шевченка, м. Київ) (концертне виконання)[147]
  - «Пропащі» Олександри Кравченко за мотивами міні-п'єс Теннессі Вільямса (реж. Олександра Кравченко, «Veritas» спільно із «МаскамРад», м. Київ)

- 30 жовтня —
  - «Opera Lingua» музика, лібрето, режисура Романа Григоріва та Іллі Разумейка (у приміщенні Національної бібліотеки України ім. Володимира Вернадського, м. Київ) (музика у виконанні Національного ансамблю солістів «Київська камерата»)[148][149]
  - «Гуцульське весілє» за етнографічною розвідкою академіка Володимира Шухевича «Гуцульщина», творами Станіслава Вінценза (реж. Ростислав Держипільський, Івано-Франківський національний академічний обласний музично-драматичний театр імені Івана Франка)[107][150]
  - «За двома зайцями» однойменною п’єсою Михайла Старицького (реж. Олег Мосійчук, Тернопільський академічний обласний драматичний театр ім. Т. Г. Шевченка)[151][152]
  - «Ідеальний рецепт» Сергія Пономаренка під натхненням Джорджа Орвела, Рея Бредбері та української кухні (реж. Марія Мага, Київський театр «Особистості»)[153][154]
  - «Тартюф» за однойменною п'єсою Мольєра (реж. Олег Ліпцин, Експериментальна театральна магістерська програма «МЕТАТЕАТР», м. Львів)

- 31 жовтня —
  - «Глядачам дивитись суворо заборонено» за п'єсою Жана Марсана (реж. Юрій Крилівець, Мукачівський драматичний театр)[155]
  - «Ігри в які грають страхи» за п'єсою «За спиною в мене хтось дихає» Алекс Вуд (реж. Володимир Сурай, Театр «Четверта квартира», м. Київ)

### Листопад
- 3 листопада —
  - «Фрі» за мотивами роману «Косметика ворога»[en] Амелі Нотомб (реж. Юлія Кирилюк, Київський академічний театр «Актор»)[156][157]

- 5 листопада —
  - «Блоха у вусі» Жоржа Фейдо (реж. Каха Гогідзе[ka] (Грузія), Миколаївський академічний художній російський драматичний театр)[158]
  - «Святе сімейство» за п'єсою Альдо Ніколаї (реж. Олександр Степанцов, Національний академічний театр російської драми імені Лесі Українки, Нова сцена)

- 6 листопада —
  - «Марічка та Ведмідь» (реж. Олександр Іноземцев, Полтавський академічний обласний театр ляльок)

- 7 листопада —
  - «Болеро» балет Моріса Равеля (балетм. Георгій Ковтун, Одеський національний академічний театр опери та балету)
  - «Жар-птиця» балет Ігоря Стравінського (балетм. Георгій Ковтун, Одеський національний академічний театр опери та балету)
  - «Це мій народ! Я син його!» літературно-музична композиція Віталія Рогожи та Катерини Богданової за творами Миколи Вінграновського (реж. Катерина Богданова, Миколаївський академічний художній російський драматичний театр)

- 11 листопада —
  - «Одіссею, повертайся додому» Павла Ар'є за мотивами історії про Одіссея (реж. Євген Корняг (Білорусь), Київський академічний театр драми і комедії на лівому березі Дніпра)[118][159][160][161][162]
  - «Три сестри» Антона Чехова (реж. Олександр Середін, Харківський державний академічний російський драматичний театр імені О. С. Пушкіна)[163]

- 12 листопада —
  - «Двоє» за мотивами світової класики та особистого досвіду акторів Малого театру (реж. Дмитро Весельський, Український малий драматичний театр, м. Київ)

- 13 листопада —
  - «Ніч перед Різдвом» за Миколою Гоголем (реж. Дмитро Некрасов, Сумський національний академічний театр драми та музичної комедії імені М. С. Щепкіна)
  - «Скапен все владнає» за п'єсою Мольєра (реж. Анжеліка Добрунова, Донецький академічний обласний драматичний театр, м. Маріуполь)

- 19 листопада —
  - «Тартюф» за однойменною п'єсою Мольєра (реж. Олександр Олексюк, Рівненський обласний академічний український музично-драматичний театр)[164][165]

- 20 листопада —
  - «Покинута божа корівка» за п'єсою «Мать Горького» Лєни Лягушонкової (реж. Дмитро Леончик, проєкт «Українська сучасна драма та молода режисура у експериментальному театрі малих форм», м. Чернівці)
  - «Приворотне зілля» братів Капранових (реж. Сергій Павлюк, Київський академічний драматичний театр на Подолі)[166]

- 21 листопада —
  - «Бабавщина» танцювальна вистава (хор. Єсауленко Вадим, Булгакова Ніна, Ethnо Contemporary Ballet, м. Харків)
  - «Я – Леся» документально-поетичний перформанс Христини Томашевич, Вікторії Теслюк, Єлизавети Голоскокової, Анни Лахай, Аніти Шараєвської, Вікторії Марчук (реж. Руслана Порицька, Луцький незалежний театр «ГаРмИдЕр»)[167]

- 25 листопада —
  - «Чіріклі» Олександра Гавроша за мотивами «Щоденника молодого рома – мандрівника» Миколи Бурмека-Дюрія (реж. Анатолій Канцедайло, Закарпатський академічний обласний український музично-драматичний театр імені братів Юрія-Августина та Євгена Шерегіїв, м. Ужгород)[168][169]

- 27 листопада —
  - «Заміж за незнайомця» (реж. Олександр Драчов, «Нова сцена», м. Харків)
  - «Олеся» Ярослава Ілляшенка за поліськими оповіданнями Олександра Купріна (реж. Ярослав Ілляшенко, Волинський обласний академічний музично-драматичний театр імені Тараса Шевченка, м. Луцьк)

- 28 листопада —
  - «Банкомат» за п'єсою «Фаті» Ніколоза Сабашвілі (реж. Роін Сурманідзе (Грузія), Мукачівський драматичний театр)
  - «Вікенд на трьох» за Жаном Пуаре (реж. Дмитро Мельничук, Чернівецький музично-драматичний театр імені Ольги Кобилянської)[170]
  - «Капітанська дочка» за романом Олександра Пушкіна (реж. Костянтин Дубінін, Київський національний академічний Молодий театр)[92][171]

- 30 листопада —
  - «Мавка» за мотивами п'єси «Лісова пісня» Лесі Українки (реж. Маріамна Капітула, Театр української традиції «Дзеркало»)[172]
  - «‎Просто хочеться жити» вербатим (реж. Слава Жила, Київський академічний театр юного глядача на Липках) (соціальний проєкт)[173]

### Грудень
- 2 грудня —
  - «Мишоловка» за п’єсою «Смерть Гонзаго» Недялко Йорданова[en] (реж. Сергій Павлюк, Миколаївський національний академічний український театр драми і музичної комедії)

- 3 грудня —
  - «Марлені»  за п’єсою Теа Дорн (реж. Андрій Бакіров, Чернігівський обласний академічний український музично-драматичний театр імені Тараса Шевченка)

- 4 грудня —
  - «Кассандра» за драматичною поемою Лесі Українки (реж. Ігор Білиць, Національний академічний український драматичний театр імені Марії Заньковецької, м. Львів)[174]

- 6 грудня —
  - «Мільйон парашутиків» Неди Нежданої (реж. Світлана Органіста, Волинський обласний академічний музично-драматичний театр імені Тараса Шевченка, м. Луцьк)

- 7 грудня —
  - «Вихід» за мотивами п'єси «Контрабас» Патріка Зюскінда (реж. Євген Резніченко, Театр на Чайній, м. Одеса)

- 9 грудня —
  - «Амадеус» за п'єсою Пітера Шаффера на музику Моцарта (реж. Максим Голенко, Київський національний академічний театр оперети)[118][175][176]
  - «Безталанна» за однойменною п'єсою Івана Карпенка-Карого (реж. Іван Уривський, Національний академічний драматичний театр імені Івана Франка, м. Київ)[100][177][178][179][180][181][182][183][184][185]
  - «Гуцулка Ксеня» за мотивами однойменної оперети Ярослава Барнича (реж. Тетяна Авраменко, Київський академічний театр українського фольклору «Берегиня»)[186]

- 10 грудня —
  - «SИN» за оповіданням «Син» Валер‘яна Підмогильного (реж. ???, Театральна майстерня «Погляд», м. Київ)
  - «Лісова пісня» за мотивами п'єси Лесі Українки (реж. Станіслав Садаклієв, Черкаський академічний обласний український музично-драматичний театр імені Т. Г. Шевченка)[187][188]

- 11 грудня —
  - «SOBAKA» Юрія Васюка (реж. Анатолій Левченко, «Terra Incognita», м. Маріуполь)[189]
  - «Захмарна леді» Руслана Неупокоєва за мотивами повісті «Мері Поппінс» Памели Треверс (реж. Руслан Неупокоєв, Київський муніципальний академічний театр ляльок)
  - «Лавр» Євгена Водолазкіна[ru] (реж. Олена Лазовіч, Майстерня Олени Лазович)
  - «Людина ідеальна» Станіслава Лема (реж. Сергій Чверкалюк, Миколаївський національний академічний український театр драми і музичної комедії)
  - «Музика любові. Бенефіс Лариси Кадочнікової» за п'єсою «Жорж і Фридерик. Вона та Він» Мішель Кадо (реж. Станіслав Сукненко, Національний академічний театр російської драми імені Лесі Українки)[190][191][192]

- 12 грудня —
  - «Коли я була лисицею» за книгою Тетяни Поставної (реж. Лариса Діденко, Перший український театр для дітей та юнацтва, м. Львів)[193]

- 16 грудня —
  - «Милі шахраї» на основі невеликих фрагментів п'єс та багаторічного листування знаменитого англійського драматурга Джорджа Бернарда Шоу (реж. Юрій Невгамонний, Театр на Чайній, м. Одеса)
  - «Ніч перед Різдвом» за мотивами однойменної повісті Миколи Гоголя (реж. Ігор Федірко, Київський академічний театр ляльок)[194][195]
  - «Твій хтось» за листами, щоденниками та творами Лесі Українки (реж. Олена Лазовіч, Київський академічний театр на Печерську)

- 17 грудня —
  - «Майстри чудес» Марини Смілянець (реж. Михайло Фіщенко, Закарпатський академічний обласний український музично-драматичний театр імені братів Юрія-Августина та Євгена Шерегіїв)
  - «Пеппі» Лєни Лягушонкової за мотивами повісті  «Пеппі Довгапанчоха)» Астрід Ліндгрен (реж. Наталка Сиваненко, Одеський академічний український музично-драматичний театр імені В. Василька)[196]
  - «Радован ІІІ» Душана Ковачевича (реж. Юрій Одинокий, Національний академічний драматичний театр імені Івана Франка, м. Київ)

- 18 грудня —
  - «Зимові пригоди Крукоруків» (реж. ???, Миколаївський обласний театр ляльок)
  - «Казка-розмальовка» (реж. Євген Резніченко, Театр на Чайній, м. Одеса)
  - «Моцарт і Сальєрі» за однойменною п'єсою Олександра Пушкіна (реж. Алла Федоришин, Львівський академічний духовний театр «Воскресіння»)[197]
  - «Пригоди Чіполіно» Костянтин Гросман за мотивами казки Джанні Родарі (реж. Костянтин Гросман, Миколаївський академічний художній російський драматичний театр)[198]

- 19 грудня —
  - «Дюймовочка та Метелик» Ганна Яблонська за мотивами казки Ганса Крістіана Андерсена (реж. Дмитро Демков, Чернівецький музично-драматичний театр імені Ольги Кобилянської)[199][200]
  - «Конкурс краси» за п'єсою «Виходили бабці заміж» Флорида Булякова (реж. Назар Павлик, Національний академічний український драматичний театр імені Марії Заньковецької, м. Львів)
  - «Крюня» Вячеслава Кошелєва (реж. Вячеслав Кошелєв, Київська академічна майстерня театрального мистецтва «Сузір'я»)
  - «Мауглі» за Редьярдом Кіплінгом (реж. Юрій Чайка, Хмельницький обласний український музично-драматичний театр імені Михайла Старицького)
  - «Не гнівайте Санту!» новорічний квест за мотивами казки Михайла Хейфіца (реж. Ірина Оніщук, Київський камерний театр «Дивний Замок»)
  - «Подарунки Чарівниці» Світлани Новицької за мотивами казки «Фея» Шарля Перро (реж. Тетяна Курта, Мукачівський драматичний театр)
  - «Снігова королева» за однойменною казкою Ганса Крістіана Андерсена (реж. В'ячеслав Жила, Тернопільський академічний обласний драматичний театр ім. Т. Г. Шевченка)
  - «Украдене щастя» за п'єсою Івана Франка (реж. Ольга Турутя-Прасолова, Харківський державний академічний російський драматичний театр імені О. С. Пушкіна, мала сцена «Портал на Гоголя 8»)

- 20 грудня —
  - «Дім, де переночував бог» Гільєрме Фіґейреду[pt] (реж. Валерій Шалига, Київський академічний театр «Актор»)[156]

- 21 грудня —
  - «Легенди Бахчисарая» за мотивами кримськотатарських казок «Подорожні», «Ложка солі», «Місто сімдесяти ремесел», «Заповіт гончара» (реж. Ахтем Сеітаблаєв, Київський академічний театр юного глядача на Липках)[201][202][203][204][205]

- 22 грудня —
  - «Ой, не ходи, Грицю…» Михайла Старицького (реж. Олександр Король, Львівський обласний академічний музично-драматичний театр імені Юрія Дрогобича, м. Дрогобич)
  - «Привид» Дона Нігро (реж. Олена Кутіна, Театр на Чайній, м. Одеса) (курс «Основи психологічного театру»)

- 23 грудня —
  - «Різдво. Тризна» Надії Крат за поезіями Сергія Жадана та з виконанням фольклорного музичного матеріалу (реж. Надія Крат, Львівський академічний театр «І люди, і ляльки»)[206]

- 24 грудня —
  - «12 стільців» за однойменним романом Іллі Ільфа та Євгена Петрова (реж. Сергій Павлюк, Херсонський обласний академічний музично-драматичний театр імені Миколи Куліша) (постановка за участі пересічних громадян міста, яки під ас аукціону придбали ролі у виставі)
  - «Нова Снігова Королева» мюзикл авторської групи студії «Квартал 95» за мотивами казки Ганса Крістіана Андерсена (реж. Олександр Лещенко, Національний палац мистецтв «Україна»)[207][208][209][210]

- 26 грудня —
  - «Навернений грішник» за мотивами «Бориславських оповідань» Івана Франка (реж. Назарій Панів, Івано-Франківський національний академічний обласний музично-драматичний театр імені Івана Франка)[211]

- 28 грудня —
  - «Hedda Gabler» за п'єсою «Гедда Ґаблер» Генріка Ібсена (реж. Анабель Рамірес, ProEnglish Theatre, м. Київ)
  - «Тигри престолів» новорічне шоу Олега Ігнатьєва (реж. ???, Миколаївський національний академічний український театр драми і музичної комедії)

- 30 грудня —
  - «Ніч Гельвера» Інгмара Вілквіста (реж. Олександр Король, Львівський обласний академічний музично-драматичний театр імені Юрія Дрогобича, м. Дрогобич)[212]

### Без дати
- - «12 стільців» за однойменним романом Іллі Ільфа та Євгена Петрова (реж. ???, Київський академічний театр ляльок)[118]
  - «Ost» за мотивами роману «Уцілілий» Чака Палагнюка (реж. Наталкаа Сиваненко, Дикий Театр, м. Київ) — спільний проект з UNIT.City
  - «Академія сміху» Кокі Мітані[en] (реж. ???, Київський академічний театр «Колесо»)[213]
  - «Анатомія самогубства» Еліс Берч (реж. Андреа Ферран, Івано-Франківський національний академічний обласний музично-драматичний театр імені Івана Франка) — Taking the Stage 2.0[214][215]
  - «Бенкет» за філософським твором Платона (реж. Володимир Кучинський, Львівський академічний театр імені Леся Курбаса)[11][17]
  - «Велика гардеробна» Ромена Гарі (реж. Дмитро Богомазов, Національний академічний драматичний театр імені Івана Франка, м. Київ)[19]
  - «Година тиші» Флоріана Зеллера (реж. ???, Театр «Post Scriptum», м. Харків)
  - «Два Голоси. Уявна зустріч» Марини Смілянець (реж. Іван Уривський, Незалежний проєкт)[216]
  - «Демофонт» Максима Березовського (реж. Іван Уривський, Open Opera Ukraine, м. Київ)[217]
  - «Дещо про технології проживания життя» братів Преснякових[ru] (реж. Вероніка Літкевич, Київський академічний театр «Актор»)
  - «Енеїда» за поемою Івана Котляревського (реж. Іван Уривський, Національний академічний драматичний театр імені Івана Франка, м. Київ)[64]
  - «Іван Васильович» Михайла Булгакова (реж. ???, Київський академічний театр «Колесо»)[213]
  - «Кабаре Бухенвальд» KLIMа (Вечір ІІ) (реж. Володимир Кучинський, Львівський академічний театр імені Леся Курбаса)
  - «Кармен» (реж. Анна Огій, Максим Голенко, Одеський академічний український музично-драматичний театр імені В. Василька)[16]
  - «Маленький принц» за казкою Антуана де Сент-Екзюпері (реж. Павло Ар'є, Київський академічний театр драми і комедії на лівому березі Дніпра)[64]
  - «Мемуари Корсиканки» за п'єсою Іржі Губача (реж. Богдан Чернявський, Полтавський академічний обласний український музично-драматичний театр імені Миколи Гоголя)
  - «Місячна ніч» Леопольда фон Захер-Мазоха (реж. ???, Київський академічний театр «Колесо»)[213]
  - «Одруження Фігаро» (реж. Оксана Дмітрієва, Київський академічний театр драми і комедії на лівому березі Дніпра)
  - «Пеппі Довгапанчоха» за мотивами дитячих книжок Астрід Ліндгрен (реж. Сергій Бєльський, «Академія руху», м. Кривий Ріг)[218]
  - «Попелюшка» (реж. Слава Жила, Київський академічний театр «Актор»)[156]
  - «Право на любов» за п’єсою «Тустеп на фоне чемоданов» Р. Баера (реж. Жанна Богусевич, Театральна агенція «ТЕ-АРТ», м. Київ)
  - «Ревізор» за комедією Миколи Гоголя (реж. Оскарас Коршуновас[en] (Литва), Національний академічний драматичний театр імені Івана Франка, м. Київ)[219]
  - (???) «Ромео і Джульєтта» (реж. Метью Еванс, Київський академічний театр драми і комедії на лівому березі Дніпра) — Taking the Stage 2.0[214]
  - «Ромео і Джульєтта» за трагедією Вільяма Шекспіра (реж. Тарас Мазур, Вінницький обласний академічний український музично-драматичний театр імені Миколи Садовського)[11]
  - «Русалонька» за казкою Ганса Крістіана Андерсена (реж. ???, Одеський обласний театр ляльок)[80]
  - «Сільва» оперета Імре Кальмана (реж. Богдан Струтинський, Київський національний академічний театр оперети)[175]
  - «Сон літньої ночі» за п'єсою Вільяма Шекспіра (реж. Віталій Малахов, Київський академічний драматичний театр на Подолі)[166]
  - «Тіні забутих предків» балет на музику Мирослава Скорика за повістю Михайла Коцюбинського (реж. Артем Шошин, Львівський національний академічний театр опери та балету імені Соломії Крушельницької)
  - «Тойбеле та її демон» Ісаака Башевіс Зінгера (реж. Ігор Білиць, Київський академічний театр «Актор»)[3]
  - «Трикутник без вершин» Катерини Степанкової за повістю «Подвійне прізвище» Діни Рубіної (реж. Катерина Степанкова, Незалежний проєкт, м. Київ)
  - «Тринадцятий апостол, або Облако у штанях» Володимира Маяковського (реж. Йонас Вайткус, Національний академічний театр російської драми імені Лесі Українки, м. Київ)[9][11]
  - «Фальстаф» опера Джузеппе Верді (реж. Євген Лавренчук, Київський національний академічний театр оперети)[175]
  - «Чарівна флейта» на основі однойменної опери Вольфганга Моцарт (реж. Євген Лавренчук, Одеський обласний театр ляльок)
  - «Чарівний сад мандрівника Сковороди» на основі текстів Григорія Сковороди (реж. ???, Одеський обласний театр ляльок)[80]
  - «???» (реж. Джозі Дейл-Джонс, Дикий Театр, м. Київ) — Taking the Stage 2.0[214]
  - «???» (реж. Пітер Кант, ЦСМ «ДАХ», м. Київ) — Taking the Stage 2.0[214]
  - «???» (реж. Зої Лафферті, Театр «Нєфть», м. Харків) — Taking the Stage 2.0[214]